# Леонхард фон Кастел
Леонхард фон Кастел (също Линхард) (на немски: Leonhard I von Castell; Lienhard von Castell; * 1379; † 16 юни 1426) от род Кастел е от 1399 г. до смъртта си владетел на графство Кастел.

## Произход
Той е син на граф Фридрих III фон Кастел († ок. 1376/1379) и съпругата му Елигин (Аделхайд) фон Насау-Хадамар († пр. 1416), дъщеря на граф Йохан фон Насау-Хадамар († 1364/1365) и Елизабет фон Валдек († 1374/1385). Майка му се Аделхайд се омъжва втори път ок. 1390 г. за неговия чичо Вилхелм I († 1399).

## Фамилия
Леонхард се жени пр. 8 август 1392 г. за Анна фон Хоенлое-Уфенхайм-Ентзе-Шпекфелд (* ок. 1400; † сл. 8 август 1392, пр. 1426), дъщеря на Готфрид III фон Хоенлое-Уфенхайм-Ентзе († ок. 1387) и графиня Анна фон Хенеберг († сл. 1388). Те имат децата:
- дете
- Вилхелм II († 7 август 1479), женен пр. 1435 г. за графиня Анна фон Хелфенщайн († 1472)
- Фридрих VIII († ок. 1431)
- Елизабет († 1 юли 1419), омъжена на 17 юли 1413 г. за граф Томас II фон Ринек († 1431)
- Барбара († ок. 1434/1440), абатиса на Китцинген
- Анна († 1432 в Китцинген)